# Wasabi (film)
Wasabi er en fransk film fra 2001, som er instrueret af Gérard Krawczyk, med manuskript af Luc Besson.
I filmen medvirker blandt andre Jean Reno og Carole Bouquet.

## Handling
Efter at Hubert (Jean Reno) er blevet suspenderet fra sin tjeneste som politibetjent, på grund af en uheldig episode med sin
politiinspektørs søn, bliver han kontaktet af en advokat, som kan fortælle ham at hans livs kærlighed Miko, er afgået ved døden.
Han rejser derfor til Tokyo, hvor han løber ind i problemer, han ikke havde regnet med. Det viser sig at Miko's død har noget
at gøre med en formue på 200 mio. dollars, som den japanske mafia yakuzaen mener, at have et særligt ejerforhold til. Endvidere viser det sig at Hubert og Miko sammen har en datter Yumi (Ryôko Hirosue), som nu er 19 år gammel.

## Medvirkende
- Jean Reno – Hubert
- Michel Muller – Momo
- Ryoko Hirosue – Yumi
- Carole Bouquet – Sofia
- Yoshi Oida – Takanawa
- Christian Sinniger – Le Squale
- Alexandre Brik – Irène
- Jean-Marc Montalto – Olivier
- Véronique Balme – Betty
- Fabio Zenoni – Josy
- Haruhiko Hirata – Ishibashi
- Michel Scourneau – Van Eyck
- Jacques Bondoux – Del Rio